# Renewi Tour 2023
La 18e édition du Renewi Tour (anciennement Eneco Tour, BinckBank Tour puis Benelux Tour) a lieu du 23 au 27 août 2023 en Belgique et aux Pays-Bas. Elle fait partie de l'UCI World Tour 2023.

## Présentation
À partir de 2023, le Benelux Tour devient le Renewi Tour. Par rapport à la dernière édition courue en 2021 sous le nom de Benelux Tour (l'édition 2022 avait été annulée), le nombre d'étapes est réduit à cinq au lieu de sept.

### Parcours
Quatre étapes se déroulent en Belgique et une seule (la deuxième) aux Pays-Bas sous la forme d'un contre-la-montre individuel à Sluis (L'Écluse), village frontalier proche de Knokke. Les quatre départs et arrivées en Belgique se situent en région flamande. Les première et troisième étapes sont flandriennes alors que les quatrième et cinquième étapes sont limbourgeoises. La troisième étape qualifiée d'étape reine comporte plusieurs côtes empruntées notamment lors du Circuit Het Nieuwsblad comme le Bosberg et le célèbre Mur de Grammont à franchir deux fois complètement et la ligne d'arrivée tracée à mi-côte lors du troisième passage de ce Mur. La cinquième étape fait des incursions en région wallonne dans les communes de Bassenge, Visé et Oupeye (province de Liège).

### Équipes
Le Renewi Tour faisant partie du calendrier de l'UCI World Tour, les dix-huit « World Teams » y participent. Quatre UCI ProTeams ont reçu une invitation.
| WorldTeams (18)- AG2R Citroën Team - Alpecin-Deceuninck - Astana Qazaqstan Team - Bahrain Victorious - Bora-Hansgrohe - Cofidis - EF Education-EasyPost - Groupama-FDJ - Ineos Grenadiers - Intermarché-Circus-Wanty - Jumbo-Visma - Movistar Team - Soudal Quick-Step - Arkéa-Samsic - Team DSM-Firmenich - Team Jayco AlUla - Lidl-Trek - UAE Team Emirates ProTeams (4)- Bingoal WB - Israel-Premier Tech - Lotto Dstny - Team Flanders-Baloise |
| |

### Favoris
Les favoris à la victoire finale sont le Danois Kasper Asgreen et le Belge Yves Lampaert (Soudal Quick-Step), les Belges Jasper Stuyven (Lidl Trek) et Tim Wellens (UAE Emirates), le Slovène Matej Mohorič (Bahrain Victorious) et le jeune Britannique Joshua Tarling (Ineos Grenadiers), récent médaillé de bronze des Mondiaux de contre-la-montre. Plusieurs sprinteurs sont aussi présents comme les Belges Jasper Philipsen (Alpecin Deceuninck), Jordi Meeus (Bora Hansgrohe), Tim Merlier (Soudal Quick-Step), Arnaud De Lie (Lotto Dstny) et les Néerlandais Olav Kooij (Jumbo Visma) et Dylan Groenewegen (Jayco AlUla).

## Étapes
| Étape     | Date    | Villes étapes         | type                        | Distance (km) | Vainqueur d'étape | Leader du classement général |
| --------- | ------- | --------------------- | --------------------------- | ------------- | ----------------- | ---------------------------- |
| 1re étape | 23 août | Blankenberge – Ardoye | étape de plaine             | 182,9         | Jasper Philipsen  | Jasper Philipsen             |
| 2e étape  | 24 août | L'Écluse – L'Écluse   | contre-la-montre individuel | 13,6          | Joshua Tarling    | Joshua Tarling               |
| 3e étape  | 25 août | Aalter – Grammont     | étape vallonnée             | 171,2         | Mike Teunissen    | Tim Wellens                  |
| 4e étape  | 26 août | Beringen – Peer       | étape de plaine             | 179,4         | Sam Welsford      | Tim Wellens                  |
| 5e étape  | 27 août | Riemst – Bilzen       | étape vallonnée             | 187,3         | Matej Mohorič     | Tim Wellens                  |

## Résultats

### 1reétape
L'échappée initiale compte cinq coureurs. Les trois derniers d'entre eux sont repris à 17 km de l'arrivée. La victoire à Ardooie se joue au sprint. Elle est remportée par le Belge Jasper Philipsen (Alpecin Deceuninck) devant son compatriote Tim Merlier (Soudal Quick-Step).
| \| Classement de l'étape \| Classement de l'étape \| Classement de l'étape \| Classement de l'étape \| Classement de l'étape \| \| Coureur \| Coureur \| Pays \| Équipe \| Temps \| \| --------------------- \| --------------------- \| --------------------- \| ------------------------ \| --------------------- \| \| 1er \| Jasper Philipsen \| Belgique \| Alpecin-Deceuninck \| 3 h 51 min 33 s \| \| 2e \| Tim Merlier \| Belgique \| Soudal Quick-Step \| + 0 s \| \| 3e \| Olav Kooij \| Pays-Bas \| Jumbo-Visma \| + 0 s \| \| 4e \| Arnaud De Lie \| Belgique \| Lotto Dstny \| + 0 s \| \| 5e \| Dylan Groenewegen \| Pays-Bas \| Team Jayco AlUla \| + 0 s \| \| 6e \| Matteo Trentin \| Italie \| UAE Team Emirates \| + 0 s \| \| 7e \| Laurence Pithie \| Nouvelle-Zélande \| Groupama-FDJ \| + 0 s \| \| 8e \| Arne Marit \| Belgique \| Intermarché-Circus-Wanty \| + 0 s \| \| 9e \| Elia Viviani \| Italie \| Ineos Grenadiers \| + 0 s \| \| 10e \| Clément Russo \| France \| Arkéa-Samsic \| + 0 s \| |                   |                  |                          |                 |
| |                   |                  |                          |                 |
| Source : ProCyclingStats |                   |                  |                          |                 |
| Classement de l'étape |                   |                  |                          |                 |
| Coureur | Coureur           | Pays             | Équipe                   | Temps           |
| 1er | Jasper Philipsen  | Belgique         | Alpecin-Deceuninck       | 3 h 51 min 33 s |
| 2e | Tim Merlier       | Belgique         | Soudal Quick-Step        | + 0 s           |
| 3e | Olav Kooij        | Pays-Bas         | Jumbo-Visma              | + 0 s           |
| 4e | Arnaud De Lie     | Belgique         | Lotto Dstny              | + 0 s           |
| 5e | Dylan Groenewegen | Pays-Bas         | Team Jayco AlUla         | + 0 s           |
| 6e | Matteo Trentin    | Italie           | UAE Team Emirates        | + 0 s           |
| 7e | Laurence Pithie   | Nouvelle-Zélande | Groupama-FDJ             | + 0 s           |
| 8e | Arne Marit        | Belgique         | Intermarché-Circus-Wanty | + 0 s           |
| 9e | Elia Viviani      | Italie           | Ineos Grenadiers         | + 0 s           |
| 10e | Clément Russo     | France           | Arkéa-Samsic             | + 0 s           |

| \| Classement général \| Classement général \| Classement général \| Classement général \| Classement général \| \| Coureur \| Coureur \| Pays \| Équipe \| Temps \| \| ------------------ \| ------------------ \| ------------------ \| --------------------- \| ------------------ \| \| 1er \| Jasper Philipsen \| Belgique \| Alpecin-Deceuninck \| 3 h 51 min 43 s \| \| 2e \| Alessandro Covi \| Italie \| UAE Team Emirates \| + 2 s \| \| 3e \| Tim Merlier \| Belgique \| Soudal Quick-Step \| + 4 s \| \| 4e \| Jonas Rutsch \| Allemagne \| EF Education-EasyPost \| + 5 s \| \| 5e \| Cériel Desal \| Belgique \| Bingoal WB \| + 5 s \| \| 6e \| Olav Kooij \| Pays-Bas \| Jumbo-Visma \| + 6 s \| \| 7e \| Arnaud De Lie \| Belgique \| Lotto Dstny \| + 10 s \| \| 8e \| Dylan Groenewegen \| Pays-Bas \| Team Jayco AlUla \| + 10 s \| \| 9e \| Matteo Trentin \| Italie \| UAE Team Emirates \| + 10 s \| \| 10e \| Laurence Pithie \| Nouvelle-Zélande \| Groupama-FDJ \| + 10 s \| |                   |                  |                       |                 |
| |                   |                  |                       |                 |
| Source : ProCyclingStats |                   |                  |                       |                 |
| Classement général |                   |                  |                       |                 |
| Coureur | Coureur           | Pays             | Équipe                | Temps           |
| 1er | Jasper Philipsen  | Belgique         | Alpecin-Deceuninck    | 3 h 51 min 43 s |
| 2e | Alessandro Covi   | Italie           | UAE Team Emirates     | + 2 s           |
| 3e | Tim Merlier       | Belgique         | Soudal Quick-Step     | + 4 s           |
| 4e | Jonas Rutsch      | Allemagne        | EF Education-EasyPost | + 5 s           |
| 5e | Cériel Desal      | Belgique         | Bingoal WB            | + 5 s           |
| 6e | Olav Kooij        | Pays-Bas         | Jumbo-Visma           | + 6 s           |
| 7e | Arnaud De Lie     | Belgique         | Lotto Dstny           | + 10 s          |
| 8e | Dylan Groenewegen | Pays-Bas         | Team Jayco AlUla      | + 10 s          |
| 9e | Matteo Trentin    | Italie           | UAE Team Emirates     | + 10 s          |
| 10e | Laurence Pithie   | Nouvelle-Zélande | Groupama-FDJ          | + 10 s          |

### 2eétape
| \| Classement de l'étape \| Classement de l'étape \| Classement de l'étape \| Classement de l'étape \| Classement de l'étape \| \| Coureur \| Coureur \| Pays \| Équipe \| Temps \| \| --------------------- \| --------------------- \| --------------------- \| --------------------- \| --------------------- \| \| 1er \| Joshua Tarling \| Royaume-Uni \| Ineos Grenadiers \| 15 min 05 s \| \| 2e \| Tim Wellens \| Belgique \| UAE Team Emirates \| + 14 s \| \| 3e \| Yves Lampaert \| Belgique \| Soudal Quick-Step \| + 18 s \| \| 4e \| Jasper Stuyven \| Belgique \| Lidl-Trek \| + 19 s \| \| 5e \| Florian Vermeersch \| Belgique \| Lotto Dstny \| + 21 s \| \| 6e \| Kasper Asgreen \| Danemark \| Soudal Quick-Step \| + 21 s \| \| 7e \| Daan Hoole \| Pays-Bas \| Lidl-Trek \| + 23 s \| \| 8e \| Mikkel Bjerg \| Danemark \| UAE Team Emirates \| + 24 s \| \| 9e \| Tobias Foss \| Norvège \| Jumbo-Visma \| + 25 s \| \| 10e \| Matej Mohorič \| Slovénie \| Bahrain Victorious \| + 26 s \| |                    |             |                    |             |
| |                    |             |                    |             |
| Source : ProCyclingStats |                    |             |                    |             |
| Classement de l'étape |                    |             |                    |             |
| Coureur | Coureur            | Pays        | Équipe             | Temps       |
| 1er | Joshua Tarling     | Royaume-Uni | Ineos Grenadiers   | 15 min 05 s |
| 2e | Tim Wellens        | Belgique    | UAE Team Emirates  | + 14 s      |
| 3e | Yves Lampaert      | Belgique    | Soudal Quick-Step  | + 18 s      |
| 4e | Jasper Stuyven     | Belgique    | Lidl-Trek          | + 19 s      |
| 5e | Florian Vermeersch | Belgique    | Lotto Dstny        | + 21 s      |
| 6e | Kasper Asgreen     | Danemark    | Soudal Quick-Step  | + 21 s      |
| 7e | Daan Hoole         | Pays-Bas    | Lidl-Trek          | + 23 s      |
| 8e | Mikkel Bjerg       | Danemark    | UAE Team Emirates  | + 24 s      |
| 9e | Tobias Foss        | Norvège     | Jumbo-Visma        | + 25 s      |
| 10e | Matej Mohorič      | Slovénie    | Bahrain Victorious | + 26 s      |

| \| Classement général \| Classement général \| Classement général \| Classement général \| Classement général \| \| Coureur \| Coureur \| Pays \| Équipe \| Temps \| \| ------------------ \| ------------------ \| ------------------ \| ------------------ \| ------------------ \| \| 1er \| Joshua Tarling \| Royaume-Uni \| Ineos Grenadiers \| 4 h 06 min 58 s \| \| 2e \| Tim Wellens \| Belgique \| UAE Team Emirates \| + 14 s \| \| 3e \| Yves Lampaert \| Belgique \| Soudal Quick-Step \| + 18 s \| \| 4e \| Jasper Stuyven \| Belgique \| Lidl-Trek \| + 19 s \| \| 5e \| Kasper Asgreen \| Danemark \| Soudal Quick-Step \| + 21 s \| \| 6e \| Florian Vermeersch \| Belgique \| Lotto Dstny \| + 21 s \| \| 7e \| Daan Hoole \| Pays-Bas \| Lidl-Trek \| + 23 s \| \| 8e \| Mikkel Bjerg \| Danemark \| UAE Team Emirates \| + 24 s \| \| 9e \| Tobias Foss \| Norvège \| Jumbo-Visma \| + 25 s \| \| 10e \| Matej Mohorič \| Slovénie \| Bahrain Victorious \| + 26 s \| |                    |             |                    |                 |
| |                    |             |                    |                 |
| Source : ProCyclingStats |                    |             |                    |                 |
| Classement général |                    |             |                    |                 |
| Coureur | Coureur            | Pays        | Équipe             | Temps           |
| 1er | Joshua Tarling     | Royaume-Uni | Ineos Grenadiers   | 4 h 06 min 58 s |
| 2e | Tim Wellens        | Belgique    | UAE Team Emirates  | + 14 s          |
| 3e | Yves Lampaert      | Belgique    | Soudal Quick-Step  | + 18 s          |
| 4e | Jasper Stuyven     | Belgique    | Lidl-Trek          | + 19 s          |
| 5e | Kasper Asgreen     | Danemark    | Soudal Quick-Step  | + 21 s          |
| 6e | Florian Vermeersch | Belgique    | Lotto Dstny        | + 21 s          |
| 7e | Daan Hoole         | Pays-Bas    | Lidl-Trek          | + 23 s          |
| 8e | Mikkel Bjerg       | Danemark    | UAE Team Emirates  | + 24 s          |
| 9e | Tobias Foss        | Norvège     | Jumbo-Visma        | + 25 s          |
| 10e | Matej Mohorič      | Slovénie    | Bahrain Victorious | + 26 s          |

### 3eétape
Lors de l'avant-dernière montée du Mur de Grammont (33 km à parcourir), Tim Wellens (UAE Emirates) part à l'attaque et s'isole en tête. Victime d'un pneu avant partiellement dégonflé, Wellens est rejoint dans le Bosberg par un groupe de sept coureurs. Il réussit néanmoins à s'accrocher à ce groupe de tête qui perd Arnaud De Lie à 5 kilomètres du terme. À 1 300 m de l'arrivée, Mike Teunissen (Intermarché Circus Wanty) place une attaque et résiste au retour sur la ligne d'arrivée de Tim Wellens (qui s'empare du maillot de leader de la course) et du peloton revenu en toute fin de parcours.
| \| Classement de l'étape \| Classement de l'étape \| Classement de l'étape \| Classement de l'étape \| Classement de l'étape \| \| Coureur \| Coureur \| Pays \| Équipe \| Temps \| \| --------------------- \| --------------------- \| --------------------- \| ------------------------ \| --------------------- \| \| 1er \| Mike Teunissen \| Pays-Bas \| Intermarché-Circus-Wanty \| 3 h 40 min 17 s \| \| 2e \| Tim Wellens \| Belgique \| UAE Team Emirates \| + 0 s \| \| 3e \| Axel Zingle \| France \| Cofidis \| + 0 s \| \| 4e \| Marc Hirschi \| Suisse \| UAE Team Emirates \| + 0 s \| \| 5e \| Arnaud De Lie \| Belgique \| Lotto Dstny \| + 0 s \| \| 6e \| Fred Wright \| Royaume-Uni \| Bahrain Victorious \| + 0 s \| \| 7e \| Gianni Vermeersch \| Belgique \| Alpecin-Deceuninck \| + 0 s \| \| 8e \| Matej Mohorič \| Slovénie \| Bahrain Victorious \| + 0 s \| \| 9e \| Yves Lampaert \| Belgique \| Soudal Quick-Step \| + 0 s \| \| 10e \| Jasper De Buyst \| Belgique \| Lotto Dstny \| + 0 s \| |                   |             |                          |                 |
| |                   |             |                          |                 |
| Source : ProCyclingStats |                   |             |                          |                 |
| Classement de l'étape |                   |             |                          |                 |
| Coureur | Coureur           | Pays        | Équipe                   | Temps           |
| 1er | Mike Teunissen    | Pays-Bas    | Intermarché-Circus-Wanty | 3 h 40 min 17 s |
| 2e | Tim Wellens       | Belgique    | UAE Team Emirates        | + 0 s           |
| 3e | Axel Zingle       | France      | Cofidis                  | + 0 s           |
| 4e | Marc Hirschi      | Suisse      | UAE Team Emirates        | + 0 s           |
| 5e | Arnaud De Lie     | Belgique    | Lotto Dstny              | + 0 s           |
| 6e | Fred Wright       | Royaume-Uni | Bahrain Victorious       | + 0 s           |
| 7e | Gianni Vermeersch | Belgique    | Alpecin-Deceuninck       | + 0 s           |
| 8e | Matej Mohorič     | Slovénie    | Bahrain Victorious       | + 0 s           |
| 9e | Yves Lampaert     | Belgique    | Soudal Quick-Step        | + 0 s           |
| 10e | Jasper De Buyst   | Belgique    | Lotto Dstny              | + 0 s           |

| \| Classement général \| Classement général \| Classement général \| Classement général \| Classement général \| \| Coureur \| Coureur \| Pays \| Équipe \| Temps \| \| ------------------ \| ------------------ \| ------------------ \| ------------------------ \| ------------------ \| \| 1er \| Tim Wellens \| Belgique \| UAE Team Emirates \| 7 h 47 min 16 s \| \| 2e \| Yves Lampaert \| Belgique \| Soudal Quick-Step \| + 24 s \| \| 3e \| Florian Vermeersch \| Belgique \| Lotto Dstny \| + 26 s \| \| 4e \| Jasper Stuyven \| Belgique \| Lidl-Trek \| + 30 s \| \| 5e \| Fred Wright \| Royaume-Uni \| Bahrain Victorious \| + 30 s \| \| 6e \| Marc Hirschi \| Suisse \| UAE Team Emirates \| + 31 s \| \| 7e \| Matej Mohorič \| Slovénie \| Bahrain Victorious \| + 33 s \| \| 8e \| Mike Teunissen \| Pays-Bas \| Intermarché-Circus-Wanty \| + 34 s \| \| 9e \| Axel Zingle \| France \| Cofidis \| + 36 s \| \| 10e \| Michał Kwiatkowski \| Pologne \| Ineos Grenadiers \| + 38 s \| |                    |             |                          |                 |
| |                    |             |                          |                 |
| Source : ProCyclingStats |                    |             |                          |                 |
| Classement général |                    |             |                          |                 |
| Coureur | Coureur            | Pays        | Équipe                   | Temps           |
| 1er | Tim Wellens        | Belgique    | UAE Team Emirates        | 7 h 47 min 16 s |
| 2e | Yves Lampaert      | Belgique    | Soudal Quick-Step        | + 24 s          |
| 3e | Florian Vermeersch | Belgique    | Lotto Dstny              | + 26 s          |
| 4e | Jasper Stuyven     | Belgique    | Lidl-Trek                | + 30 s          |
| 5e | Fred Wright        | Royaume-Uni | Bahrain Victorious       | + 30 s          |
| 6e | Marc Hirschi       | Suisse      | UAE Team Emirates        | + 31 s          |
| 7e | Matej Mohorič      | Slovénie    | Bahrain Victorious       | + 33 s          |
| 8e | Mike Teunissen     | Pays-Bas    | Intermarché-Circus-Wanty | + 34 s          |
| 9e | Axel Zingle        | France      | Cofidis                  | + 36 s          |
| 10e | Michał Kwiatkowski | Pologne     | Ineos Grenadiers         | + 38 s          |

### 4eétape
Deux chutes se produisent à 8 et 1 km de l'arrivée. Le sprint est remporté par Sam Welsford (DSM) devant Olav Kooij (Jumbo Visma) et Jasper Philipsen (Alpecin Deceuninck).
| \| Classement de l'étape \| Classement de l'étape \| Classement de l'étape \| Classement de l'étape \| Classement de l'étape \| \| Coureur \| Coureur \| Pays \| Équipe \| Temps \| \| --------------------- \| --------------------- \| --------------------- \| ------------------------ \| --------------------- \| \| 1er \| Sam Welsford \| Australie \| Team DSM-Firmenich \| 3 h 57 min 36 s \| \| 2e \| Olav Kooij \| Pays-Bas \| Jumbo-Visma \| + 0 s \| \| 3e \| Jasper Philipsen \| Belgique \| Alpecin-Deceuninck \| + 0 s \| \| 4e \| Tim Merlier \| Belgique \| Soudal Quick-Step \| + 0 s \| \| 5e \| Arnaud De Lie \| Belgique \| Lotto Dstny \| + 0 s \| \| 6e \| Dylan Groenewegen \| Pays-Bas \| Team Jayco AlUla \| + 0 s \| \| 7e \| Max Kanter \| Allemagne \| Movistar Team \| + 0 s \| \| 8e \| Milan Fretin \| Belgique \| Team Flanders-Baloise \| + 0 s \| \| 9e \| Laurence Pithie \| Nouvelle-Zélande \| Groupama-FDJ \| + 0 s \| \| 10e \| Arne Marit \| Belgique \| Intermarché-Circus-Wanty \| + 0 s \| |                   |                  |                          |                 |
| |                   |                  |                          |                 |
| Source : ProCyclingStats |                   |                  |                          |                 |
| Classement de l'étape |                   |                  |                          |                 |
| Coureur | Coureur           | Pays             | Équipe                   | Temps           |
| 1er | Sam Welsford      | Australie        | Team DSM-Firmenich       | 3 h 57 min 36 s |
| 2e | Olav Kooij        | Pays-Bas         | Jumbo-Visma              | + 0 s           |
| 3e | Jasper Philipsen  | Belgique         | Alpecin-Deceuninck       | + 0 s           |
| 4e | Tim Merlier       | Belgique         | Soudal Quick-Step        | + 0 s           |
| 5e | Arnaud De Lie     | Belgique         | Lotto Dstny              | + 0 s           |
| 6e | Dylan Groenewegen | Pays-Bas         | Team Jayco AlUla         | + 0 s           |
| 7e | Max Kanter        | Allemagne        | Movistar Team            | + 0 s           |
| 8e | Milan Fretin      | Belgique         | Team Flanders-Baloise    | + 0 s           |
| 9e | Laurence Pithie   | Nouvelle-Zélande | Groupama-FDJ             | + 0 s           |
| 10e | Arne Marit        | Belgique         | Intermarché-Circus-Wanty | + 0 s           |

| \| Classement général \| Classement général \| Classement général \| Classement général \| Classement général \| \| Coureur \| Coureur \| Pays \| Équipe \| Temps \| \| ------------------ \| ------------------ \| ------------------ \| ------------------------ \| ------------------ \| \| 1er \| Tim Wellens \| Belgique \| UAE Team Emirates \| 11 h 44 min 52 s \| \| 2e \| Florian Vermeersch \| Belgique \| Lotto Dstny \| + 23 s \| \| 3e \| Yves Lampaert \| Belgique \| Soudal Quick-Step \| + 23 s \| \| 4e \| Jasper Stuyven \| Belgique \| Lidl-Trek \| + 30 s \| \| 5e \| Fred Wright \| Royaume-Uni \| Bahrain Victorious \| + 30 s \| \| 6e \| Mike Teunissen \| Pays-Bas \| Intermarché-Circus-Wanty \| + 31 s \| \| 7e \| Marc Hirschi \| Suisse \| UAE Team Emirates \| + 31 s \| \| 8e \| Matej Mohorič \| Slovénie \| Bahrain Victorious \| + 33 s \| \| 9e \| Axel Zingle \| France \| Cofidis \| + 34 s \| \| 10e \| Matteo Trentin \| Italie \| UAE Team Emirates \| + 36 s \| |                    |             |                          |                  |
| |                    |             |                          |                  |
| Source : ProCyclingStats |                    |             |                          |                  |
| Classement général |                    |             |                          |                  |
| Coureur | Coureur            | Pays        | Équipe                   | Temps            |
| 1er | Tim Wellens        | Belgique    | UAE Team Emirates        | 11 h 44 min 52 s |
| 2e | Florian Vermeersch | Belgique    | Lotto Dstny              | + 23 s           |
| 3e | Yves Lampaert      | Belgique    | Soudal Quick-Step        | + 23 s           |
| 4e | Jasper Stuyven     | Belgique    | Lidl-Trek                | + 30 s           |
| 5e | Fred Wright        | Royaume-Uni | Bahrain Victorious       | + 30 s           |
| 6e | Mike Teunissen     | Pays-Bas    | Intermarché-Circus-Wanty | + 31 s           |
| 7e | Marc Hirschi       | Suisse      | UAE Team Emirates        | + 31 s           |
| 8e | Matej Mohorič      | Slovénie    | Bahrain Victorious       | + 33 s           |
| 9e | Axel Zingle        | France      | Cofidis                  | + 34 s           |
| 10e | Matteo Trentin     | Italie      | UAE Team Emirates        | + 36 s           |

### 5eétape
En fin d'étape, douze hommes sont en tête avec une avance de quelques secondes sur leurs poursuivants. Sous la flamme rouge, cinq coureurs se détachent de ce groupe et jouent le sprint. Matteo Trentin (UAE Emirates), en tête, est dépassé sur la ligne d'arrivée par Matej Mohorič (Bahrain Victorious) qui remporte la victoire.
| \| Classement de l'étape \| Classement de l'étape \| Classement de l'étape \| Classement de l'étape \| Classement de l'étape \| \| Coureur \| Coureur \| Pays \| Équipe \| Temps \| \| --------------------- \| --------------------- \| --------------------- \| ------------------------ \| --------------------- \| \| 1er \| Matej Mohorič \| Slovénie \| Bahrain Victorious \| 4 h 11 min 15 s \| \| 2e \| Matteo Trentin \| Italie \| UAE Team Emirates \| + 0 s \| \| 3e \| Søren Kragh Andersen \| Danemark \| Alpecin-Deceuninck \| + 0 s \| \| 4e \| Jasper De Buyst \| Belgique \| Lotto Dstny \| + 0 s \| \| 5e \| Arnaud De Lie \| Belgique \| Lotto Dstny \| + 4 s \| \| 6e \| Jasper Stuyven \| Belgique \| Lidl-Trek \| + 4 s \| \| 7e \| Jasper Philipsen \| Belgique \| Alpecin-Deceuninck \| + 4 s \| \| 8e \| Mike Teunissen \| Pays-Bas \| Intermarché-Circus-Wanty \| + 4 s \| \| 9e \| Axel Zingle \| France \| Cofidis \| + 4 s \| \| 10e \| Yves Lampaert \| Belgique \| Soudal Quick-Step \| + 4 s \| |                      |          |                          |                 |
| |                      |          |                          |                 |
| Source : ProCyclingStats |                      |          |                          |                 |
| Classement de l'étape |                      |          |                          |                 |
| Coureur | Coureur              | Pays     | Équipe                   | Temps           |
| 1er | Matej Mohorič        | Slovénie | Bahrain Victorious       | 4 h 11 min 15 s |
| 2e | Matteo Trentin       | Italie   | UAE Team Emirates        | + 0 s           |
| 3e | Søren Kragh Andersen | Danemark | Alpecin-Deceuninck       | + 0 s           |
| 4e | Jasper De Buyst      | Belgique | Lotto Dstny              | + 0 s           |
| 5e | Arnaud De Lie        | Belgique | Lotto Dstny              | + 4 s           |
| 6e | Jasper Stuyven       | Belgique | Lidl-Trek                | + 4 s           |
| 7e | Jasper Philipsen     | Belgique | Alpecin-Deceuninck       | + 4 s           |
| 8e | Mike Teunissen       | Pays-Bas | Intermarché-Circus-Wanty | + 4 s           |
| 9e | Axel Zingle          | France   | Cofidis                  | + 4 s           |
| 10e | Yves Lampaert        | Belgique | Soudal Quick-Step        | + 4 s           |

## Classements finals

### Classement général final
| \| Classement général \| Classement général \| Classement général \| Classement général \| Classement général \| \| Coureur \| Coureur \| Pays \| Équipe \| Temps \| \| ------------------ \| -------------------- \| ------------------ \| ------------------------ \| ------------------ \| \| 1er \| Tim Wellens \| Belgique \| UAE Team Emirates \| 15 h 51 min 52 s \| \| 2e \| Florian Vermeersch \| Belgique \| Lotto Dstny \| + 23 s \| \| 3e \| Yves Lampaert \| Belgique \| Soudal Quick-Step \| + 23 s \| \| 4e \| Jasper Stuyven \| Belgique \| Lidl-Trek \| + 30 s \| \| 5e \| Mike Teunissen \| Pays-Bas \| Intermarché-Circus-Wanty \| + 31 s \| \| 6e \| Marc Hirschi \| Suisse \| UAE Team Emirates \| + 31 s \| \| 7e \| Matej Mohorič \| Slovénie \| Bahrain Victorious \| + 33 s \| \| 8e \| Axel Zingle \| France \| Cofidis \| + 34 s \| \| 9e \| Matteo Trentin \| Italie \| UAE Team Emirates \| + 36 s \| \| 10e \| Søren Kragh Andersen \| Danemark \| Alpecin-Deceuninck \| + 40 s \| |                      |          |                          |                  |
| |                      |          |                          |                  |
| Source : ProCyclingStats |                      |          |                          |                  |
| Classement général |                      |          |                          |                  |
| Coureur | Coureur              | Pays     | Équipe                   | Temps            |
| 1er | Tim Wellens          | Belgique | UAE Team Emirates        | 15 h 51 min 52 s |
| 2e | Florian Vermeersch   | Belgique | Lotto Dstny              | + 23 s           |
| 3e | Yves Lampaert        | Belgique | Soudal Quick-Step        | + 23 s           |
| 4e | Jasper Stuyven       | Belgique | Lidl-Trek                | + 30 s           |
| 5e | Mike Teunissen       | Pays-Bas | Intermarché-Circus-Wanty | + 31 s           |
| 6e | Marc Hirschi         | Suisse   | UAE Team Emirates        | + 31 s           |
| 7e | Matej Mohorič        | Slovénie | Bahrain Victorious       | + 33 s           |
| 8e | Axel Zingle          | France   | Cofidis                  | + 34 s           |
| 9e | Matteo Trentin       | Italie   | UAE Team Emirates        | + 36 s           |
| 10e | Søren Kragh Andersen | Danemark | Alpecin-Deceuninck       | + 40 s           |

### Classements annexes
| Classement par points | Classement par points | Classement par points | Classement par points    | Classement par points |
| Coureur               | Coureur               | Pays                  | Équipe                   | Points                |
| --------------------- | --------------------- | --------------------- | ------------------------ | --------------------- |
| 1er                   | Arnaud De Lie         | Belgique              | Lotto Dstny              | 70 pts                |
| 2e                    | Jasper Philipsen      | Belgique              | Alpecin-Deceuninck       | 65 pts                |
| 3e                    | Matej Mohorič         | Slovénie              | Bahrain Victorious       | 52 pts                |
| 4e                    | Tim Wellens           | Belgique              | UAE Team Emirates        | 50 pts                |
| 5e                    | Olav Kooij            | Pays-Bas              | Jumbo-Visma              | 47 pts                |
| 6e                    | Tim Merlier           | Belgique              | Soudal Quick-Step        | 44 pts                |
| 7e                    | Yves Lampaert         | Belgique              | Soudal Quick-Step        | 43 pts                |
| 8e                    | Mike Teunissen        | Pays-Bas              | Intermarché-Circus-Wanty | 42 pts                |
| 9e                    | Matteo Trentin        | Italie                | UAE Team Emirates        | 40 pts                |
| 10e                   | Jasper Stuyven        | Belgique              | Lidl-Trek                | 34 pts                |

| Classement par points | Classement par points | Classement par points | Classement par points    | Classement par points |
| Coureur               | Coureur               | Pays                  | Équipe                   | Points                |
| --------------------- | --------------------- | --------------------- | ------------------------ | --------------------- |
| 1er                   | Arnaud De Lie         | Belgique              | Lotto Dstny              | 70 pts                |
| 2e                    | Jasper Philipsen      | Belgique              | Alpecin-Deceuninck       | 65 pts                |
| 3e                    | Matej Mohorič         | Slovénie              | Bahrain Victorious       | 52 pts                |
| 4e                    | Tim Wellens           | Belgique              | UAE Team Emirates        | 50 pts                |
| 5e                    | Olav Kooij            | Pays-Bas              | Jumbo-Visma              | 47 pts                |
| 6e                    | Tim Merlier           | Belgique              | Soudal Quick-Step        | 44 pts                |
| 7e                    | Yves Lampaert         | Belgique              | Soudal Quick-Step        | 43 pts                |
| 8e                    | Mike Teunissen        | Pays-Bas              | Intermarché-Circus-Wanty | 42 pts                |
| 9e                    | Matteo Trentin        | Italie                | UAE Team Emirates        | 40 pts                |
| 10e                   | Jasper Stuyven        | Belgique              | Lidl-Trek                | 34 pts                |

| Classement de la combativité | Classement de la combativité | Classement de la combativité | Classement de la combativité | Classement de la combativité |
| Coureur                      | Coureur                      | Pays                         | Équipe                       | Points                       |
| ---------------------------- | ---------------------------- | ---------------------------- | ---------------------------- | ---------------------------- |
| 1er                          | Aaron Van Poucke             | Belgique                     | Team Flanders-Baloise        | 39 pts                       |
| 2e                           | Cériel Desal                 | Belgique                     | Bingoal WB                   | 33 pts                       |
| 3e                           | Ludovic Robeet               | Belgique                     | Bingoal WB                   | 31 pts                       |
| 4e                           | Senne Leysen                 | Belgique                     | Alpecin-Deceuninck           | 27 pts                       |
| 5e                           | Andrey Amador                | Costa Rica                   | EF Education-EasyPost        | 25 pts                       |
| 6e                           | Derek Gee                    | Canada                       | Israel-Premier Tech          | 21 pts                       |
| 7e                           | Kamiel Bonneu                | Belgique                     | Team Flanders-Baloise        | 16 pts                       |
| 8e                           | Milan Fretin                 | Belgique                     | Team Flanders-Baloise        | 12 pts                       |
| 9e                           | Cameron Wurf                 | Australie                    | Ineos Grenadiers             | 11 pts                       |
| 10e                          | Arne Marit                   | Belgique                     | Intermarché-Circus-Wanty     | 10 pts                       |

| Classement de la combativité | Classement de la combativité | Classement de la combativité | Classement de la combativité | Classement de la combativité |
| Coureur                      | Coureur                      | Pays                         | Équipe                       | Points                       |
| ---------------------------- | ---------------------------- | ---------------------------- | ---------------------------- | ---------------------------- |
| 1er                          | Aaron Van Poucke             | Belgique                     | Team Flanders-Baloise        | 39 pts                       |
| 2e                           | Cériel Desal                 | Belgique                     | Bingoal WB                   | 33 pts                       |
| 3e                           | Ludovic Robeet               | Belgique                     | Bingoal WB                   | 31 pts                       |
| 4e                           | Senne Leysen                 | Belgique                     | Alpecin-Deceuninck           | 27 pts                       |
| 5e                           | Andrey Amador                | Costa Rica                   | EF Education-EasyPost        | 25 pts                       |
| 6e                           | Derek Gee                    | Canada                       | Israel-Premier Tech          | 21 pts                       |
| 7e                           | Kamiel Bonneu                | Belgique                     | Team Flanders-Baloise        | 16 pts                       |
| 8e                           | Milan Fretin                 | Belgique                     | Team Flanders-Baloise        | 12 pts                       |
| 9e                           | Cameron Wurf                 | Australie                    | Ineos Grenadiers             | 11 pts                       |
| 10e                          | Arne Marit                   | Belgique                     | Intermarché-Circus-Wanty     | 10 pts                       |

| Classement du meilleur jeune | Classement du meilleur jeune | Classement du meilleur jeune | Classement du meilleur jeune | Classement du meilleur jeune |
| Coureur                      | Coureur                      | Pays                         | Équipe                       | Temps                        |
| ---------------------------- | ---------------------------- | ---------------------------- | ---------------------------- | ---------------------------- |
| 1er                          | Arnaud De Lie                | Belgique                     | Lotto Dstny                  | 15 h 52 min 56 s             |
| 2e                           | Nicolò Buratti               | Italie                       | Bahrain Victorious           | + 5 min 41 s                 |
| 3e                           | Dries De Pooter              | Belgique                     | Intermarché-Circus-Wanty     | + 5 min 42 s                 |
| 4e                           | Thibau Nys                   | Belgique                     | Lidl-Trek                    | + 6 min 47 s                 |
| 5e                           | Olav Kooij                   | Pays-Bas                     | Jumbo-Visma                  | + 9 min 34 s                 |
| 6e                           | Casper van Uden              | Pays-Bas                     | Team DSM-Firmenich           | + 9 min 36 s                 |
| 7e                           | Ben Tulett                   | Royaume-Uni                  | Ineos Grenadiers             | + 11 min 28 s                |
| 8e                           | Frederik Wandahl             | Danemark                     | Bora-Hansgrohe               | + 12 min 10 s                |
| 9e                           | Laurence Pithie              | Nouvelle-Zélande             | Groupama-FDJ                 | + 12 min 42 s                |
| 10e                          | Milan Fretin                 | Belgique                     | Team Flanders-Baloise        | + 15 min 54 s                |

| Classement du meilleur jeune | Classement du meilleur jeune | Classement du meilleur jeune | Classement du meilleur jeune | Classement du meilleur jeune |
| Coureur                      | Coureur                      | Pays                         | Équipe                       | Temps                        |
| ---------------------------- | ---------------------------- | ---------------------------- | ---------------------------- | ---------------------------- |
| 1er                          | Arnaud De Lie                | Belgique                     | Lotto Dstny                  | 15 h 52 min 56 s             |
| 2e                           | Nicolò Buratti               | Italie                       | Bahrain Victorious           | + 5 min 41 s                 |
| 3e                           | Dries De Pooter              | Belgique                     | Intermarché-Circus-Wanty     | + 5 min 42 s                 |
| 4e                           | Thibau Nys                   | Belgique                     | Lidl-Trek                    | + 6 min 47 s                 |
| 5e                           | Olav Kooij                   | Pays-Bas                     | Jumbo-Visma                  | + 9 min 34 s                 |
| 6e                           | Casper van Uden              | Pays-Bas                     | Team DSM-Firmenich           | + 9 min 36 s                 |
| 7e                           | Ben Tulett                   | Royaume-Uni                  | Ineos Grenadiers             | + 11 min 28 s                |
| 8e                           | Frederik Wandahl             | Danemark                     | Bora-Hansgrohe               | + 12 min 10 s                |
| 9e                           | Laurence Pithie              | Nouvelle-Zélande             | Groupama-FDJ                 | + 12 min 42 s                |
| 10e                          | Milan Fretin                 | Belgique                     | Team Flanders-Baloise        | + 15 min 54 s                |

| Classement par équipes | Classement par équipes   | Classement par équipes | Classement par équipes |
| Équipe                 | Équipe                   | Pays                   | Temps                  |
| ---------------------- | ------------------------ | ---------------------- | ---------------------- |
| 1re                    | UAE Team Emirates        | Émirats arabes unis    | 47 h 36 min 57 s       |
| 2e                     | Lotto Dstny              | Belgique               | + 29 s                 |
| 3e                     | Soudal Quick-Step        | Belgique               | + 1 min 39 s           |
| 4e                     | Bahrain Victorious       | Bahreïn                | + 1 min 51 s           |
| 5e                     | Intermarché-Circus-Wanty | Belgique               | + 1 min 51 s           |
| 6e                     | EF Education-EasyPost    | États-Unis             | + 2 min 32 s           |
| 7e                     | AG2R Citroën Team        | France                 | + 2 min 55 s           |
| 8e                     | Lidl-Trek                | États-Unis             | + 3 min 42 s           |
| 9e                     | Israel-Premier Tech      | Israël                 | + 4 min 46 s           |
| 10e                    | Ineos Grenadiers         | Royaume-Uni            | + 5 min 59 s           |

| Classement par équipes | Classement par équipes   | Classement par équipes | Classement par équipes |
| Équipe                 | Équipe                   | Pays                   | Temps                  |
| ---------------------- | ------------------------ | ---------------------- | ---------------------- |
| 1re                    | UAE Team Emirates        | Émirats arabes unis    | 47 h 36 min 57 s       |
| 2e                     | Lotto Dstny              | Belgique               | + 29 s                 |
| 3e                     | Soudal Quick-Step        | Belgique               | + 1 min 39 s           |
| 4e                     | Bahrain Victorious       | Bahreïn                | + 1 min 51 s           |
| 5e                     | Intermarché-Circus-Wanty | Belgique               | + 1 min 51 s           |
| 6e                     | EF Education-EasyPost    | États-Unis             | + 2 min 32 s           |
| 7e                     | AG2R Citroën Team        | France                 | + 2 min 55 s           |
| 8e                     | Lidl-Trek                | États-Unis             | + 3 min 42 s           |
| 9e                     | Israel-Premier Tech      | Israël                 | + 4 min 46 s           |
| 10e                    | Ineos Grenadiers         | Royaume-Uni            | + 5 min 59 s           |

## Évolution des classements
| Etape              | Vainqueur          | Classement général | Classement par points | Classement du meilleur jeune | Classement de la combativité |
| ------------------ | ------------------ | ------------------ | --------------------- | ---------------------------- | ---------------------------- |
| 1                  | Jasper Philipsen   | Jasper Philipsen   | Jasper Philipsen      | Olav Kooij                   | Ludovic Robeet               |
| 2                  | Joshua Tarling     | Joshua Tarling     | Joshua Tarling        | Joshua Tarling               | Ludovic Robeet               |
| 3                  | Mike Teunissen     | Tim Wellens        | Tim Wellens           | Arnaud De Lie                | Ludovic Robeet               |
| 4                  | Sam Welsford       | Tim Wellens        | Arnaud De Lie         | Arnaud De Lie                | Aaron Van Poucke             |
| 5                  | Matej Mohorič      | Tim Wellens        | Arnaud De Lie         | Arnaud De Lie                | Aaron Van Poucke             |
| Classements finals | Classements finals | Tim Wellens        | Arnaud De Lie         | Arnaud De Lie                | Aaron Van Poucke             |

## Liste des participants
| Alpecin-Deceuninck ADC | Alpecin-Deceuninck ADC     | Alpecin-Deceuninck ADC |
| ---------------------- | -------------------------- | ---------------------- |
| Num                    | Coureur                    | Pos                    |
| 1                      | Jasper Philipsen (BEL)     | 35e                    |
| 2                      | Silvan Dillier (SUI)       | AB-4                   |
| 3                      | Søren Kragh Andersen (DEN) | 10e                    |
| 4                      | Senne Leysen (BEL)         | 96e                    |
| 5                      | Xandro Meurisse (BEL)      | NP-4                   |
| 6                      | Jonas Rickaert (BEL)       | 98e                    |
| 7                      | Gianni Vermeersch (BEL)    | NP-5                   |

| Jumbo-Visma TJV | Jumbo-Visma TJV              | Jumbo-Visma TJV |
| --------------- | ---------------------------- | --------------- |
| Num             | Coureur                      | Pos             |
| 11              | Olav Kooij (NED)             | 60e             |
| 12              | Edoardo Affini (ITA)         | 92e             |
| 13              | Tobias Foss (NOR)            | 27e             |
| 14              | Lennard Hofstede (NED)       | 128e            |
| 15              | Tosh Van der Sande (BEL)     | 73e             |
| 16              | Mick van Dijke (NED)         | 71e             |
| 17              | Jos van Emden (NED) (chrono) | 113e            |

| Soudal Quick-Step SOQ | Soudal Quick-Step SOQ         | Soudal Quick-Step SOQ |
| --------------------- | ----------------------------- | --------------------- |
| Num                   | Coureur                       | Pos                   |
| 21                    | Kasper Asgreen (DEN) (chrono) | 101e                  |
| 22                    | Tim Declercq (BEL)            | 25e                   |
| 23                    | Yves Lampaert (BEL)           | 3e                    |
| 24                    | Tim Merlier (BEL)             | 64e                   |
| 25                    | Florian Sénéchal (FRA)        | 18e                   |
| 26                    | Bert Van Lerberghe (BEL)      | 62e                   |
| 27                    | Stan Van Tricht (BEL)         | AB-5                  |

| Intermarché-Circus-Wanty ICW | Intermarché-Circus-Wanty ICW | Intermarché-Circus-Wanty ICW |
| ---------------------------- | ---------------------------- | ---------------------------- |
| Num                          | Coureur                      | Pos                          |
| 31                           | Aimé De Gendt (BEL)          | 17e                          |
| 32                           | Dries De Pooter (BEL)        | 50e                          |
| 33                           | Arne Marit (BEL)             | 28e                          |
| 34                           | Baptiste Planckaert (BEL)    | 107e                         |
| 35                           | Dion Smith (NZL)             | NP-5                         |
| 36                           | Mike Teunissen (NED)         | 5e                           |
| 37                           | Loïc Vliegen (BEL)           | 65e                          |

| Lotto Dstny LTD | Lotto Dstny LTD          | Lotto Dstny LTD |
| --------------- | ------------------------ | --------------- |
| Num             | Coureur                  | Pos             |
| 41              | Arnaud De Lie (BEL)      | 15e             |
| 42              | Liam Slock (BEL)         | 117e            |
| 43              | Jasper De Buyst (BEL)    | 13e             |
| 44              | Cédric Beullens (BEL)    | 33e             |
| 45              | Frederik Frison (BEL)    | 84e             |
| 46              | Brent Van Moer (BEL)     | 38e             |
| 47              | Florian Vermeersch (BEL) | 2e              |

| Bahrain Victorious TBV | Bahrain Victorious TBV      | Bahrain Victorious TBV |
| ---------------------- | --------------------------- | ---------------------- |
| Num                    | Coureur                     | Pos                    |
| 51                     | Matej Mohorič (SLO)         | 7e                     |
| 52                     | Jonathan Milan (ITA)        | 81e                    |
| 53                     | Nicolò Buratti (ITA)        | 49e                    |
| 54                     | Andrea Pasqualon (ITA)      | 54e                    |
| 55                     | Johan Price-Pejtersen (DEN) | 126e                   |
| 56                     | Dušan Rajović (SRB)         | 80e                    |
| 57                     | Fred Wright (GBR) (route)   | NP-5                   |

| Ineos Grenadiers IGD | Ineos Grenadiers IGD              | Ineos Grenadiers IGD |
| -------------------- | --------------------------------- | -------------------- |
| Num                  | Coureur                           | Pos                  |
| 61                   | Michał Kwiatkowski (POL) (chrono) | 11e                  |
| 62                   | Cameron Wurf (AUS)                | 116e                 |
| 63                   | Luke Plapp (AUS) (route)          | 79e                  |
| 64                   | Ben Tulett (GBR)                  | 69e                  |
| 65                   | Joshua Tarling (GBR) (chrono)     | 114e                 |
| 66                   | Ben Turner (GBR)                  | 36e                  |
| 67                   | Elia Viviani (ITA)                | 99e                  |

| Lidl-Trek LTK | Lidl-Trek LTK               | Lidl-Trek LTK |
| ------------- | --------------------------- | ------------- |
| Num           | Coureur                     | Pos           |
| 71            | Jasper Stuyven (BEL)        | 4e            |
| 72            | Thibau Nys (BEL)            | 55e           |
| 73            | Markus Hoelgaard (NOR)      | NP-5          |
| 74            | Daan Hoole (NED)            | AB-5          |
| 75            | Emīls Liepiņš (LAT) (route) | 43e           |
| 76            | Marc Brustenga (ESP)        | 108e          |
| 77            | Filippo Baroncini (ITA)     | 48e           |

| UAE Team Emirates UAD | UAE Team Emirates UAD      | UAE Team Emirates UAD |
| --------------------- | -------------------------- | --------------------- |
| Num                   | Coureur                    | Pos                   |
| 81                    | Sjoerd Bax (NED)           | 14e                   |
| 82                    | Mikkel Bjerg (DEN)         | 12e                   |
| 83                    | Alessandro Covi (ITA)      | 66e                   |
| 84                    | Ryan Gibbons (RSA)         | 93e                   |
| 85                    | Marc Hirschi (SUI) (route) | 6e                    |
| 86                    | Matteo Trentin (ITA)       | 9e                    |
| 87                    | Tim Wellens (BEL)          | 1er                   |

| Bora-Hansgrohe BOH | Bora-Hansgrohe BOH         | Bora-Hansgrohe BOH |
| ------------------ | -------------------------- | ------------------ |
| Num                | Coureur                    | Pos                |
| 91                 | Jordi Meeus (BEL)          | 76e                |
| 92                 | Giovanni Aleotti (ITA)     | 29e                |
| 93                 | Shane Archbold (NZL)       | AB-3               |
| 94                 | Cesare Benedetti (POL)     | 97e                |
| 95                 | Ryan Mullen (IRL) (chrono) | AB-5               |
| 96                 | Ide Schelling (NED)        | AB-5               |
| 97                 | Frederik Wandahl (DEN)     | 74e                |

| EF Education-EasyPost EFE | EF Education-EasyPost EFE | EF Education-EasyPost EFE |
| ------------------------- | ------------------------- | ------------------------- |
| Num                       | Coureur                   | Pos                       |
| 101                       | Andrey Amador (CRC)       | 26e                       |
| 102                       | Mikkel Honoré (DEN)       | 45e                       |
| 103                       | Owain Doull (GBR)         | 19e                       |
| 104                       | Thomas Scully (NZL)       | 109e                      |
| 105                       | Jens Keukeleire (BEL)     | 40e                       |
| 106                       | Jonas Rutsch (GER)        | 20e                       |
| 107                       | Łukasz Wiśniowski (POL)   | 88e                       |

| AG2R Citroën Team ACT | AG2R Citroën Team ACT   | AG2R Citroën Team ACT |
| --------------------- | ----------------------- | --------------------- |
| Num                   | Coureur                 | Pos                   |
| 111                   | Greg Van Avermaet (BEL) | 22e                   |
| 112                   | Stan Dewulf (BEL)       | 16e                   |
| 113                   | Pierre Gautherat (FRA)  | AB-4                  |
| 114                   | Lawrence Naesen (BEL)   | 86e                   |
| 115                   | Oliver Naesen (BEL)     | 30e                   |
| 116                   | Bastien Tronchon (FRA)  | AB-5                  |
| 117                   | Michael Schär (SUI)     | NP-5                  |

| Cofidis COF | Cofidis COF              | Cofidis COF |
| ----------- | ------------------------ | ----------- |
| Num         | Coureur                  | Pos         |
| 121         | Piet Allegaert (BEL)     | 41e         |
| 122         | Alexandre Delettre (FRA) | 91e         |
| 123         | Eddy Finé (FRA)          | 123e        |
| 124         | Christophe Noppe (BEL)   | 100e        |
| 125         | Alexis Renard (FRA)      | 68e         |
| 126         | Jelle Wallays (BEL)      | 104e        |
| 127         | Axel Zingle (FRA)        | 8e          |

| Astana Qazaqstan Team AST | Astana Qazaqstan Team AST | Astana Qazaqstan Team AST |
| ------------------------- | ------------------------- | ------------------------- |
| Num                       | Coureur                   | Pos                       |
| 131                       | Cees Bol (NED)            | NP-3                      |
| 132                       | Gleb Brussenskiy (KAZ)    | 118e                      |
| 133                       | Yevgeniy Gidich (KAZ)     | 110e                      |
| 134                       | Davide Martinelli (ITA)   | 112e                      |
| 135                       | Gianni Moscon (ITA)       | 57e                       |
| 136                       | Gleb Syritsa              | 95e                       |
| 137                       | Dmitriy Gruzdev (KAZ)     | 90e                       |

| Groupama-FDJ GFC | Groupama-FDJ GFC               | Groupama-FDJ GFC |
| ---------------- | ------------------------------ | ---------------- |
| Num              | Coureur                        | Pos              |
| 141              | Valentin Madouas (FRA) (route) | 34e              |
| 142              | Kevin Geniets (LUX)            | 119e             |
| 143              | Olivier Le Gac (FRA)           | 51e              |
| 144              | Laurence Pithie (NZL)          | 77e              |
| 145              | Miles Scotson (AUS)            | NP-5             |
| 146              | Jake Stewart (GBR)             | 63e              |
| 147              | Lars van den Berg (NED)        | 75e              |

| Movistar Team MOV | Movistar Team MOV       | Movistar Team MOV |
| ----------------- | ----------------------- | ----------------- |
| Num               | Coureur                 | Pos               |
| 151               | Vinicius Rangel (BRA)   | 125e              |
| 152               | Gorka Izagirre (ESP)    | 56e               |
| 153               | Johan Jacobs (SUI)      | 32e               |
| 154               | Mathias Norsgaard (DEN) | 53e               |
| 155               | Lluís Mas (ESP)         | NP-2              |
| 156               | Albert Torres (ESP)     | AB-3              |
| 157               | Max Kanter (GER)        | 46e               |

| Arkéa-Samsic ARK | Arkéa-Samsic ARK      | Arkéa-Samsic ARK |
| ---------------- | --------------------- | ---------------- |
| Num              | Coureur               | Pos              |
| 161              | Jenthe Biermans (BEL) | NP-4             |
| 162              | Arnaud Démare (FRA)   | 70e              |
| 163              | Donavan Grondin (FRA) | 127e             |
| 164              | Matîs Louvel (FRA)    | 21e              |
| 165              | Daniel McLay (GBR)    | 111e             |
| 166              | Alan Riou (FRA)       | 121e             |
| 167              | Clément Russo (FRA)   | 82e              |

| Team DSM-Firmenich DSM | Team DSM-Firmenich DSM    | Team DSM-Firmenich DSM |
| ---------------------- | ------------------------- | ---------------------- |
| Num                    | Coureur                   | Pos                    |
| 171                    | Pavel Bittner (CZE)       | 115e                   |
| 172                    | John Degenkolb (GER)      | 37e                    |
| 173                    | Alexander Edmondson (AUS) | 105e                   |
| 174                    | Nils Eekhoff (NED)        | 23e                    |
| 175                    | Niklas Märkl (GER)        | 78e                    |
| 176                    | Casper van Uden (NED)     | 61e                    |
| 177                    | Sam Welsford (AUS)        | 94e                    |

| Team Jayco AlUla JAY | Team Jayco AlUla JAY        | Team Jayco AlUla JAY |
| -------------------- | --------------------------- | -------------------- |
| Num                  | Coureur                     | Pos                  |
| 181                  | Luke Durbridge (AUS)        | 47e                  |
| 182                  | Dylan Groenewegen (NED)     | 67e                  |
| 183                  | Amund Grøndahl Jansen (NOR) | AB-5                 |
| 184                  | Zdeněk Štybar (CZE)         | 52e                  |
| 185                  | Blake Quick (AUS)           | NP-5                 |
| 186                  | Elmar Reinders (NED)        | 59e                  |
| 187                  | Campbell Stewart (NZL)      | 42e                  |

| Israel-Premier Tech IPT | Israel-Premier Tech IPT      | Israel-Premier Tech IPT |
| ----------------------- | ---------------------------- | ----------------------- |
| Num                     | Coureur                      | Pos                     |
| 191                     | Guillaume Boivin (CAN)       | AB-5                    |
| 192                     | Derek Gee (CAN) (chrono)     | 72e                     |
| 193                     | Omer Goldstein (ISR)         | AB-3                    |
| 194                     | Itamar Einhorn (ISR) (route) | 102e                    |
| 195                     | Giacomo Nizzolo (ITA)        | 24e                     |
| 196                     | Jens Reynders (BEL)          | 31e                     |
| 197                     | Tom Van Asbroeck (BEL)       | 39e                     |

| Bingoal WB BWB | Bingoal WB BWB                  | Bingoal WB BWB |
| -------------- | ------------------------------- | -------------- |
| Num            | Coureur                         | Pos            |
| 201            | Cériel Desal (BEL)              | 85e            |
| 202            | Karl Patrick Lauk (EST) (route) | 103e           |
| 203            | Matteo Malucelli (ITA)          | 106e           |
| 204            | Ludovic Robeet (BEL)            | 122e           |
| 205            | Luca Van Boven (BEL)            | 44e            |
| 206            | Nathan Vandepitte (FRA)         | 120e           |
| 207            | Kenneth Van Rooy (BEL)          | NP-2           |

| Team Flanders-Baloise TFB | Team Flanders-Baloise TFB | Team Flanders-Baloise TFB |
| ------------------------- | ------------------------- | ------------------------- |
| Num                       | Coureur                   | Pos                       |
| 211                       | Jenno Berckmoes (BEL)     | NP-5                      |
| 212                       | Kamiel Bonneu (BEL)       | 83e                       |
| 213                       | Vito Braet (BEL)          | 87e                       |
| 214                       | Alex Colman (BEL)         | 58e                       |
| 215                       | Sander De Pestel (BEL)    | NP-3                      |
| 216                       | Milan Fretin (BEL)        | 89e                       |
| 217                       | Aaron Van Poucke (BEL)    | 124e                      |

| Alpecin-Deceuninck ADC | Alpecin-Deceuninck ADC     | Alpecin-Deceuninck ADC |
| ---------------------- | -------------------------- | ---------------------- |
| Num                    | Coureur                    | Pos                    |
| 1                      | Jasper Philipsen (BEL)     | 35e                    |
| 2                      | Silvan Dillier (SUI)       | AB-4                   |
| 3                      | Søren Kragh Andersen (DEN) | 10e                    |
| 4                      | Senne Leysen (BEL)         | 96e                    |
| 5                      | Xandro Meurisse (BEL)      | NP-4                   |
| 6                      | Jonas Rickaert (BEL)       | 98e                    |
| 7                      | Gianni Vermeersch (BEL)    | NP-5                   |

| Jumbo-Visma TJV | Jumbo-Visma TJV              | Jumbo-Visma TJV |
| --------------- | ---------------------------- | --------------- |
| Num             | Coureur                      | Pos             |
| 11              | Olav Kooij (NED)             | 60e             |
| 12              | Edoardo Affini (ITA)         | 92e             |
| 13              | Tobias Foss (NOR)            | 27e             |
| 14              | Lennard Hofstede (NED)       | 128e            |
| 15              | Tosh Van der Sande (BEL)     | 73e             |
| 16              | Mick van Dijke (NED)         | 71e             |
| 17              | Jos van Emden (NED) (chrono) | 113e            |

| Soudal Quick-Step SOQ | Soudal Quick-Step SOQ         | Soudal Quick-Step SOQ |
| --------------------- | ----------------------------- | --------------------- |
| Num                   | Coureur                       | Pos                   |
| 21                    | Kasper Asgreen (DEN) (chrono) | 101e                  |
| 22                    | Tim Declercq (BEL)            | 25e                   |
| 23                    | Yves Lampaert (BEL)           | 3e                    |
| 24                    | Tim Merlier (BEL)             | 64e                   |
| 25                    | Florian Sénéchal (FRA)        | 18e                   |
| 26                    | Bert Van Lerberghe (BEL)      | 62e                   |
| 27                    | Stan Van Tricht (BEL)         | AB-5                  |

| Intermarché-Circus-Wanty ICW | Intermarché-Circus-Wanty ICW | Intermarché-Circus-Wanty ICW |
| ---------------------------- | ---------------------------- | ---------------------------- |
| Num                          | Coureur                      | Pos                          |
| 31                           | Aimé De Gendt (BEL)          | 17e                          |
| 32                           | Dries De Pooter (BEL)        | 50e                          |
| 33                           | Arne Marit (BEL)             | 28e                          |
| 34                           | Baptiste Planckaert (BEL)    | 107e                         |
| 35                           | Dion Smith (NZL)             | NP-5                         |
| 36                           | Mike Teunissen (NED)         | 5e                           |
| 37                           | Loïc Vliegen (BEL)           | 65e                          |

| Lotto Dstny LTD | Lotto Dstny LTD          | Lotto Dstny LTD |
| --------------- | ------------------------ | --------------- |
| Num             | Coureur                  | Pos             |
| 41              | Arnaud De Lie (BEL)      | 15e             |
| 42              | Liam Slock (BEL)         | 117e            |
| 43              | Jasper De Buyst (BEL)    | 13e             |
| 44              | Cédric Beullens (BEL)    | 33e             |
| 45              | Frederik Frison (BEL)    | 84e             |
| 46              | Brent Van Moer (BEL)     | 38e             |
| 47              | Florian Vermeersch (BEL) | 2e              |

| Bahrain Victorious TBV | Bahrain Victorious TBV      | Bahrain Victorious TBV |
| ---------------------- | --------------------------- | ---------------------- |
| Num                    | Coureur                     | Pos                    |
| 51                     | Matej Mohorič (SLO)         | 7e                     |
| 52                     | Jonathan Milan (ITA)        | 81e                    |
| 53                     | Nicolò Buratti (ITA)        | 49e                    |
| 54                     | Andrea Pasqualon (ITA)      | 54e                    |
| 55                     | Johan Price-Pejtersen (DEN) | 126e                   |
| 56                     | Dušan Rajović (SRB)         | 80e                    |
| 57                     | Fred Wright (GBR) (route)   | NP-5                   |

| Ineos Grenadiers IGD | Ineos Grenadiers IGD              | Ineos Grenadiers IGD |
| -------------------- | --------------------------------- | -------------------- |
| Num                  | Coureur                           | Pos                  |
| 61                   | Michał Kwiatkowski (POL) (chrono) | 11e                  |
| 62                   | Cameron Wurf (AUS)                | 116e                 |
| 63                   | Luke Plapp (AUS) (route)          | 79e                  |
| 64                   | Ben Tulett (GBR)                  | 69e                  |
| 65                   | Joshua Tarling (GBR) (chrono)     | 114e                 |
| 66                   | Ben Turner (GBR)                  | 36e                  |
| 67                   | Elia Viviani (ITA)                | 99e                  |

| Lidl-Trek LTK | Lidl-Trek LTK               | Lidl-Trek LTK |
| ------------- | --------------------------- | ------------- |
| Num           | Coureur                     | Pos           |
| 71            | Jasper Stuyven (BEL)        | 4e            |
| 72            | Thibau Nys (BEL)            | 55e           |
| 73            | Markus Hoelgaard (NOR)      | NP-5          |
| 74            | Daan Hoole (NED)            | AB-5          |
| 75            | Emīls Liepiņš (LAT) (route) | 43e           |
| 76            | Marc Brustenga (ESP)        | 108e          |
| 77            | Filippo Baroncini (ITA)     | 48e           |

| UAE Team Emirates UAD | UAE Team Emirates UAD      | UAE Team Emirates UAD |
| --------------------- | -------------------------- | --------------------- |
| Num                   | Coureur                    | Pos                   |
| 81                    | Sjoerd Bax (NED)           | 14e                   |
| 82                    | Mikkel Bjerg (DEN)         | 12e                   |
| 83                    | Alessandro Covi (ITA)      | 66e                   |
| 84                    | Ryan Gibbons (RSA)         | 93e                   |
| 85                    | Marc Hirschi (SUI) (route) | 6e                    |
| 86                    | Matteo Trentin (ITA)       | 9e                    |
| 87                    | Tim Wellens (BEL)          | 1er                   |

| Bora-Hansgrohe BOH | Bora-Hansgrohe BOH         | Bora-Hansgrohe BOH |
| ------------------ | -------------------------- | ------------------ |
| Num                | Coureur                    | Pos                |
| 91                 | Jordi Meeus (BEL)          | 76e                |
| 92                 | Giovanni Aleotti (ITA)     | 29e                |
| 93                 | Shane Archbold (NZL)       | AB-3               |
| 94                 | Cesare Benedetti (POL)     | 97e                |
| 95                 | Ryan Mullen (IRL) (chrono) | AB-5               |
| 96                 | Ide Schelling (NED)        | AB-5               |
| 97                 | Frederik Wandahl (DEN)     | 74e                |

| EF Education-EasyPost EFE | EF Education-EasyPost EFE | EF Education-EasyPost EFE |
| ------------------------- | ------------------------- | ------------------------- |
| Num                       | Coureur                   | Pos                       |
| 101                       | Andrey Amador (CRC)       | 26e                       |
| 102                       | Mikkel Honoré (DEN)       | 45e                       |
| 103                       | Owain Doull (GBR)         | 19e                       |
| 104                       | Thomas Scully (NZL)       | 109e                      |
| 105                       | Jens Keukeleire (BEL)     | 40e                       |
| 106                       | Jonas Rutsch (GER)        | 20e                       |
| 107                       | Łukasz Wiśniowski (POL)   | 88e                       |

| AG2R Citroën Team ACT | AG2R Citroën Team ACT   | AG2R Citroën Team ACT |
| --------------------- | ----------------------- | --------------------- |
| Num                   | Coureur                 | Pos                   |
| 111                   | Greg Van Avermaet (BEL) | 22e                   |
| 112                   | Stan Dewulf (BEL)       | 16e                   |
| 113                   | Pierre Gautherat (FRA)  | AB-4                  |
| 114                   | Lawrence Naesen (BEL)   | 86e                   |
| 115                   | Oliver Naesen (BEL)     | 30e                   |
| 116                   | Bastien Tronchon (FRA)  | AB-5                  |
| 117                   | Michael Schär (SUI)     | NP-5                  |

| Cofidis COF | Cofidis COF              | Cofidis COF |
| ----------- | ------------------------ | ----------- |
| Num         | Coureur                  | Pos         |
| 121         | Piet Allegaert (BEL)     | 41e         |
| 122         | Alexandre Delettre (FRA) | 91e         |
| 123         | Eddy Finé (FRA)          | 123e        |
| 124         | Christophe Noppe (BEL)   | 100e        |
| 125         | Alexis Renard (FRA)      | 68e         |
| 126         | Jelle Wallays (BEL)      | 104e        |
| 127         | Axel Zingle (FRA)        | 8e          |

| Astana Qazaqstan Team AST | Astana Qazaqstan Team AST | Astana Qazaqstan Team AST |
| ------------------------- | ------------------------- | ------------------------- |
| Num                       | Coureur                   | Pos                       |
| 131                       | Cees Bol (NED)            | NP-3                      |
| 132                       | Gleb Brussenskiy (KAZ)    | 118e                      |
| 133                       | Yevgeniy Gidich (KAZ)     | 110e                      |
| 134                       | Davide Martinelli (ITA)   | 112e                      |
| 135                       | Gianni Moscon (ITA)       | 57e                       |
| 136                       | Gleb Syritsa              | 95e                       |
| 137                       | Dmitriy Gruzdev (KAZ)     | 90e                       |

| Groupama-FDJ GFC | Groupama-FDJ GFC               | Groupama-FDJ GFC |
| ---------------- | ------------------------------ | ---------------- |
| Num              | Coureur                        | Pos              |
| 141              | Valentin Madouas (FRA) (route) | 34e              |
| 142              | Kevin Geniets (LUX)            | 119e             |
| 143              | Olivier Le Gac (FRA)           | 51e              |
| 144              | Laurence Pithie (NZL)          | 77e              |
| 145              | Miles Scotson (AUS)            | NP-5             |
| 146              | Jake Stewart (GBR)             | 63e              |
| 147              | Lars van den Berg (NED)        | 75e              |

| Movistar Team MOV | Movistar Team MOV       | Movistar Team MOV |
| ----------------- | ----------------------- | ----------------- |
| Num               | Coureur                 | Pos               |
| 151               | Vinicius Rangel (BRA)   | 125e              |
| 152               | Gorka Izagirre (ESP)    | 56e               |
| 153               | Johan Jacobs (SUI)      | 32e               |
| 154               | Mathias Norsgaard (DEN) | 53e               |
| 155               | Lluís Mas (ESP)         | NP-2              |
| 156               | Albert Torres (ESP)     | AB-3              |
| 157               | Max Kanter (GER)        | 46e               |

| Arkéa-Samsic ARK | Arkéa-Samsic ARK      | Arkéa-Samsic ARK |
| ---------------- | --------------------- | ---------------- |
| Num              | Coureur               | Pos              |
| 161              | Jenthe Biermans (BEL) | NP-4             |
| 162              | Arnaud Démare (FRA)   | 70e              |
| 163              | Donavan Grondin (FRA) | 127e             |
| 164              | Matîs Louvel (FRA)    | 21e              |
| 165              | Daniel McLay (GBR)    | 111e             |
| 166              | Alan Riou (FRA)       | 121e             |
| 167              | Clément Russo (FRA)   | 82e              |

| Team DSM-Firmenich DSM | Team DSM-Firmenich DSM    | Team DSM-Firmenich DSM |
| ---------------------- | ------------------------- | ---------------------- |
| Num                    | Coureur                   | Pos                    |
| 171                    | Pavel Bittner (CZE)       | 115e                   |
| 172                    | John Degenkolb (GER)      | 37e                    |
| 173                    | Alexander Edmondson (AUS) | 105e                   |
| 174                    | Nils Eekhoff (NED)        | 23e                    |
| 175                    | Niklas Märkl (GER)        | 78e                    |
| 176                    | Casper van Uden (NED)     | 61e                    |
| 177                    | Sam Welsford (AUS)        | 94e                    |

| Team Jayco AlUla JAY | Team Jayco AlUla JAY        | Team Jayco AlUla JAY |
| -------------------- | --------------------------- | -------------------- |
| Num                  | Coureur                     | Pos                  |
| 181                  | Luke Durbridge (AUS)        | 47e                  |
| 182                  | Dylan Groenewegen (NED)     | 67e                  |
| 183                  | Amund Grøndahl Jansen (NOR) | AB-5                 |
| 184                  | Zdeněk Štybar (CZE)         | 52e                  |
| 185                  | Blake Quick (AUS)           | NP-5                 |
| 186                  | Elmar Reinders (NED)        | 59e                  |
| 187                  | Campbell Stewart (NZL)      | 42e                  |

| Israel-Premier Tech IPT | Israel-Premier Tech IPT      | Israel-Premier Tech IPT |
| ----------------------- | ---------------------------- | ----------------------- |
| Num                     | Coureur                      | Pos                     |
| 191                     | Guillaume Boivin (CAN)       | AB-5                    |
| 192                     | Derek Gee (CAN) (chrono)     | 72e                     |
| 193                     | Omer Goldstein (ISR)         | AB-3                    |
| 194                     | Itamar Einhorn (ISR) (route) | 102e                    |
| 195                     | Giacomo Nizzolo (ITA)        | 24e                     |
| 196                     | Jens Reynders (BEL)          | 31e                     |
| 197                     | Tom Van Asbroeck (BEL)       | 39e                     |

| Bingoal WB BWB | Bingoal WB BWB                  | Bingoal WB BWB |
| -------------- | ------------------------------- | -------------- |
| Num            | Coureur                         | Pos            |
| 201            | Cériel Desal (BEL)              | 85e            |
| 202            | Karl Patrick Lauk (EST) (route) | 103e           |
| 203            | Matteo Malucelli (ITA)          | 106e           |
| 204            | Ludovic Robeet (BEL)            | 122e           |
| 205            | Luca Van Boven (BEL)            | 44e            |
| 206            | Nathan Vandepitte (FRA)         | 120e           |
| 207            | Kenneth Van Rooy (BEL)          | NP-2           |

| Team Flanders-Baloise TFB | Team Flanders-Baloise TFB | Team Flanders-Baloise TFB |
| ------------------------- | ------------------------- | ------------------------- |
| Num                       | Coureur                   | Pos                       |
| 211                       | Jenno Berckmoes (BEL)     | NP-5                      |
| 212                       | Kamiel Bonneu (BEL)       | 83e                       |
| 213                       | Vito Braet (BEL)          | 87e                       |
| 214                       | Alex Colman (BEL)         | 58e                       |
| 215                       | Sander De Pestel (BEL)    | NP-3                      |
| 216                       | Milan Fretin (BEL)        | 89e                       |
| 217                       | Aaron Van Poucke (BEL)    | 124e                      |